# محرك هيدروليكي

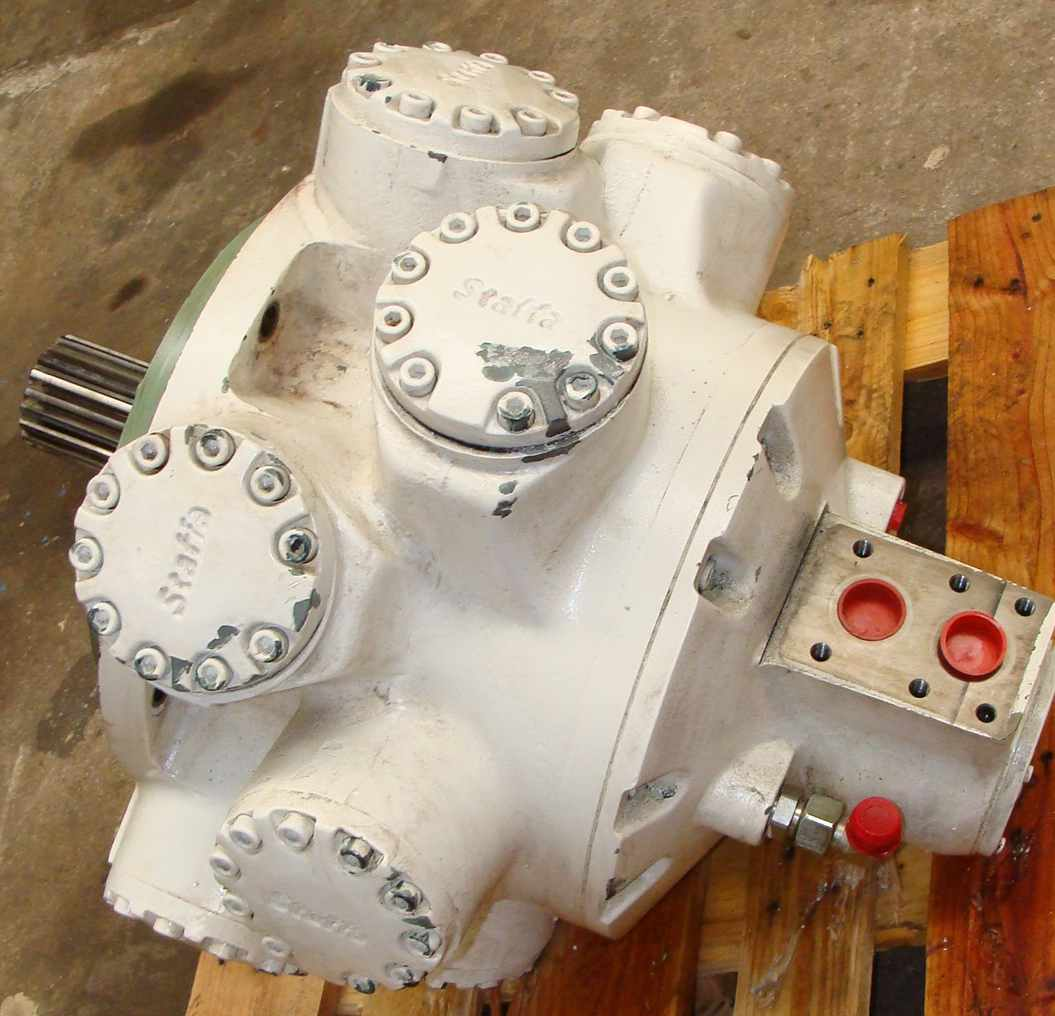
محرك مكبسي قطري

المحرك الهيدروليكي  وهو جهاز ميكانيكي حركي يقوم بتحويل طاقة السوائل المتدفقة إليه إلى طاقة حركية دورانية وبالتالي توليد عزم وإزاحة زاوية على محور الدوران.
من الناحية النظرية يؤدي المحرك الهيدروليكي الوظيفة العكسية للمضخة. ومع ذلك لا يمكن أن تحل معظم المضخات الهيدروليكية مكان المحرك الهيدروليكي لأنها لا تستطيع ان تنجز الدوران العكسي، كما أن تصميم المحرك يقوم على اعتبار تأثير الضغط على المحرك بكلا الاتجاهين.